# سامية الإتربي
سامية الإتربي (1942 - 12 يناير 2007) هي مذيعة مصرية

## حياتها
ولدت في 1942 وتوفيت  يوم الجمعة 12 يناير 2007 
قدمت العديد من البرامج بالتلفزيون المصري، وتنتمي لعائلة إعلامية كبيرة فشقيقتها الكبرى هي السيدة سهير الإتربي رئيس التليفزيون الأسبق وشقيقتها الأصغر منها هي المذيعة عزة الإتربي نائب رئيس التليفزيون الأسبق ولديها من الأبناء حسام والمذيعة رشا الجمال.

## مناصبها
- مدير عام البرامج الثقافية بالتلفزيون المصري[3]

## أعمالها
- حكاوي القهاوي
- دنيا الثقافة
- دائرة المعارف
- المسرح العالمي
- آدم وحواء
- شخصيات سينمائية
- أم الخير
- السندباد البحري
- كاني وماني